# Максвелл (Небраска)
Максвелл (англ. Maxwell) — селище (англ. village) в США, в окрузі Лінкольн штату Небраска. Населення — 257 осіб (2020).

## Географія
Максвелл розташований за координатами 41°4′42″ пн. ш. 100°31′33″ зх. д. / 41.07833° пн. ш. 100.52583° зх. д. (41.078438, -100.525737).  За даними Бюро перепису населення США в 2010 році селище мало площу 0,88 км², уся площа — суходіл.

## Демографія
Згідно з переписом 2010 року, у селищі мешкало 312 осіб у 121 домогосподарстві у складі 87 родин. Густота населення становила 353 особи/км².  Було 133 помешкання (151/км²).
Расовий склад населення:
| - 96,5 % — білих - 1,0 % — корінних американців - 0,6 % — чорних або афроамериканців - 1,0 % — осіб інших рас |

До двох чи більше рас належало 1,0 %. Частка іспаномовних становила 2,6 % від усіх жителів.
За віковим діапазоном населення розподілялося таким чином: 27,9 % — особи молодші 18 років, 57,4 % — особи у віці 18—64 років, 14,7 % — особи у віці 65 років та старші. Медіана віку мешканця становила 38,6 року. На 100 осіб жіночої статі у селищі припадало 97,5 чоловіків;  на 100 жінок у віці від 18 років та старших — 100,9 чоловіків також старших 18 років.
Середній дохід на одне домашнє господарство  становив 60 658 доларів США (медіана — 57 750), а середній дохід на одну сім'ю — 67 535 доларів (медіана — 61 094). Медіана доходів становила 62 917 доларів для чоловіків та 25 469 доларів для жінок. За межею бідності перебувало 16,7 % осіб, у тому числі 39,6 % дітей у віці до 18 років та 15,0 % осіб у віці 65 років та старших.
Цивільне працевлаштоване населення становило 149 осіб. Основні галузі зайнятості: освіта, охорона здоров'я та соціальна допомога — 26,8 %, транспорт — 16,8 %, роздрібна торгівля — 16,1 %.